# Gödölle István
Gödölle István, dr. (Budapest, 1940. december 21. –) magyar okleveles villamosmérnök, jogász, magyar és európai szabadalmi ügyvivő, európai védjegy- és minta képviselő.

## Életpályája
Gimnáziumi tanulmányait a Kölcsey Ferenc Gimnáziumban végezte 1954 és 1958 között, majd 1963-ban a BME Villamosmérnöki Karán szerzett diplomát. 1970-ben szabadalmi ügyvivői vizsgát tett. 1978-ban jogi diplomát szerzett az ELTE Állam- és Jogtudományi Karán. 1983-ban a müncheni Max Planck Institut kutatási ösztöndíjasa volt. 1963 és 1966 között a Műszeripari Kutató Intézet tudományos segédmunkatársa, majd tudományos munkatársa volt. 1966 és 1969 között az Országos Munkaegészségügyi Intézetnél dolgozott tudományos munkatársként. 1969 és 1970 között az Irodagépipari Vállalat iparjogvédelmi ügyintézője, 1971 és 1990 között a Budapesti Nemzetközi Ügyvédi Munkaközösségben szabadalmi ügyvivő. 1990-ben társalapítója volt a budapesti Gödölle, Kékes, Mészáros & Szabó Szabadalmi és Védjegy Irodának, amelynek azóta a vezetője.

## Kutatási területe
Kutatási területe az iparjogvédelem.

## Oktatási tevékenysége
1980 és 1989 között az ELTE Jogi Továbbképző Intézetének meghívott előadója volt. 2006-tól a PPKE Információs Technológiai és Bionikai Karának meghívott előadója.

## Írásai
- Közel 60 szakmai publikációja jelent meg a Magyar Iparjogvédelmi Egyesület Közleményeiben, a Jogtudományi Közlönyben, a Szabadalmi Közlöny és Védjegyértesítőben, az Iparjogvédelmi és Szerzői Jogi Szemlében, a Proceedings of the Hungarian Group of AIPPI-ban és a Védjegyvilágban.
- Társszerzője az Iparjogvédelmi kézikönyvnek (1986) és a Védjegyjogi kommentárnak (2014).[2]

### Fontosabb írásai
- A Magyar Iparjogvédelmi és Szerzői Jogi Egyesület 100 éve - történeti és archontológiai vázlat
- Rosszhiszeműség a védjegyjogban (Magyar Iparjogvédelmi és Szerzői Jogi Egyesület Közleményei 43 (2002)
- Bad Faith in Trademark Law
- A jó hírű védjegy mint kizáró ok a védjegyjogban
- A korábbi védjegy mint lajstromozást gátló és törlési ok. I. rész

## Díjai, elismerései
- Jedlik Ányos-díj (1999)
- AIPPI Award of Merit (2000)
- Somlai Tibor-díj (2005)

## Társadalmi szerepvállalásai
- a Magyar Iparjogvédelmi és Szerzői Jogi Egyesület tagja
- a Nemzetközi Iparjogvédelmi Egyesület (AIPPI) magyar csoportjának főtitkára (1991 és 1998 között), elnöke (1998 és 2010 között)
- a Magyar Szabadalmi Ügyvivői Kamara elnöke (1996 és 1999 között), elnökségi tagja (1999 és 2013 között)
- a Magyar Szellemitulajdon-védelmi Tanács tagja (2001 és 2010 között)
- az Iparjogvédelmi Szakértői Testület tagja (2003 és 2006 között, illetve 2013-tól)

## Nyelvtudása
- Angol és német